# Verbascum froedinii
Verbascum froedinii är en flenörtsväxtart som beskrevs av Svante Samuel Murbeck. Verbascum froedinii ingår i släktet kungsljus, och familjen flenörtsväxter. Inga underarter finns listade i Catalogue of Life.